# SETA Corporation
SETA Corporation (株式会社 セ タ Kabushiki-Gaisha Seta?) fue una compañía japonesa de juegos de computadora, fundada el 1 de octubre de 1985 y disuelta el 9 de febrero de 2009. Seta tenía su sede en Kōtō, Tokio. La sucursal estadounidense de Seta estaba ubicada en Las Vegas, Nevada.
Como editor de videojuegos, creó juegos para Nintendo Entertainment System, Super Nintendo Entertainment System y varios otros sistemas. También se creó herramientas de desarrollo para varias consolas de Nintendo. Desarrolló juegos en Norteamérica pero principalmente en Japón (especializándose en títulos de golf y rompecabezas). SETA también desarrolló el sistema arcade, el Aleck 64, basado en la arquitectura N64. Además, SETA codesarrolló el sistema SSV (Sammy, SETA, Visco).
En 1999, Aruze se convirtió en la empresa matriz. Seta se retiró del negocio de los juegos en 2004 después de lanzar Legend of Golfer en Nintendo GameCube. 
En diciembre de 2008, la empresa matriz Aruze anunció que SETA decidió cerrar la tienda después de 23 años de existencia: 
Basado en el deterioro de las condiciones económicas dentro de Japón como resultado de la actual crisis financiera internacional, Seta llegó a la conclusión de que la continuación de su negocio por sí sola sería difícil, y así resolvió su disolución y liquidación.
SETA cerró sus puertas el 23 de enero de 2009. Durante una reunión de la junta el 9 de febrero de 2009, la compañía transfirió sus activos y negocios a la matriz Aruze, y la Corporación SETA se disolvió oficialmente. SETA Corporation fue liquidada posteriormente en el Tribunal de Distrito de Tokio el 25 de mayo de 2009.

## Filiales

### Antiguas filiales
- UD Technology Inc (ユーディテック・ジャパン株式会社?): A fines de 2003, UD Technology Inc anunció su fusión con SETA Corporation, vigente a partir de enero de 2004.[8] La entidad fusionada se convirtió en la sede comercial de comunicación unificada de SETA Corporation.[9]
- IKUSABUNE Co., Ltd. (株式会社企画デザイン工房戦船?): se fusionó con SETA Corporation y se convirtió en la sede de negocios de Contenidos de imagen de SETA Corporation en enero de 2004.[10]

## Productos
- Desarrollo de circuitos integrados y equipos periféricos para máquinas pachinko.
- Desarrollo de equipos de comunicación (realizado por la División de Comunicaciones Unificadas)
- Desarrollo de software de juegos.

## Videojuegos publicados

### Nintendo Entertainment System
- J.B. Harold Murder Club
- The Adventures of Tom Sawyer
- Castle of Dragon (desarrollado por Athena)
- Formula One: Built to Win
- Honshogi: Naitou Kudan Shogi Hiden
- 8 Eyes
- Morita Shogi
- Magic Darts
- Silva Saga
- Bio Force Ape (no lanzado; un prototipo fue filtrado y publicado)[11]
- UWC (videojuego de la WCW no lanzado de; se filtró una copia para revisiones)

### Game Boy
- Ayakashi no Shiro
- Battle Bull
- QBillion
- Torpedo Range

### Super Nintendo
- A.S.P.: Air Strike Patrol
- Cacoma Knight in Bizyland (English version only - Original Japanese version by Datam Polystar)
- F1 ROC: Race Of Champions
- F1 ROC II: Race of Champions
- GD Leen
- Hayazashi Nidan Morita Shogi
- Hayazashi Nidan Morita Shogi 2
- Kendo Rage (Makeruna Makendo) (English version only - Original Japanese version by Datam Polystar)
- Musya: The Classic Japanese Tale of Horror (English version only - Original Japanese version by Datam Polystar)
- Super Stadium
- Nosferatu
- The Wizard of Oz
- Shodan Morita Shogi
- Silva Saga II: The Legend of Light and Darkness
- Super Real Mahjong P4
- Super Real Mahjong P5 Paradise

### TurboGrafx-16/PC Engine
- Super Real Mahjong P5 Custom[12]

### Nintendo 64
- Chopper Attack
- Eikō no Saint Andrews
- Saikyō Habu Shōgi
- Morita Shogi 64
- Tetris 64

### Sony Playstation
- Kanazawa Shogi '95

### Sega Saturn
- Shougi Matsuri
- Super Real Mahjong P5
- Super Real Mahjong P6
- Super Real Mahjong P7
- Super Real Mahjong Graffiti
- Kanazawa Shougi
- Real Mahjong Adventure "Umi-He": Summer Waltz

### Nintendo GameCube
- Legend of Golfer

### Xbox 360
- Project Sylpheed

### M65C02
- Cal.50 - Con licencia para Taito Corp

### Macintosh
- Super Real Mahjong P4

### 3DO
- Super Real Mahjong P4

## Aleck 64 (arcade)
El Aleck 64 una máquina recreativa que aloja el hardware de la Nintendo 64, diseñado por Seta en cooperación con Nintendo, y vendido de 1998 a 2003 solo en Japón. Básicamente consiste en una placa Nintendo 64 adaptada con las capacidades de sonido que eran estándar para los juegos de arcade de la época. Nintendo y Seta comenzaron a trabajar en su acuerdo para la placa en 1996, con la esperanza de recrear el modelo comercial Namco y Sony Computer Entertainmen que se muestra con el Namco System 11, es decir, para facilitar las conversiones de los juegos de arcade al basar una placa de arcade en el hardware de la consola. 

### Juegos desarrollados
- Eleven Beat (en conjunto con Hudson Soft)
- Hanabi de Doon! - Don-chan Puzzle (en conjunto con Aruze )
- Hola Pai Paradise (en conjunto con Aruze)
- Hola Pai Paradise 2 - onsen ni ikou yo! (en conjunto con Aruze )
- Fiebre de Kurukuru (desarrollada con Aruze)
- Magical Tetris Challenge: Featuring Mickey (en conjunto con Capcom)
- Mayjinsen 3
- Star Soldier: Vanishing Earth (en conjunto con Hudson Soft)
- Super Real Mahjong VS
- Torre y eje (en conjunto con Aruze)
- Vivid Dolls (en conjunto con Visco)
- Variante Schwanzer (en conjunto con Sigma)